# Pingala
Pingala var en indisk matematiker, der levede i 200-tallet f.v.t. Han har fabrikeret den første beskrivelse af det binære talsystem.